# Сенная Губа

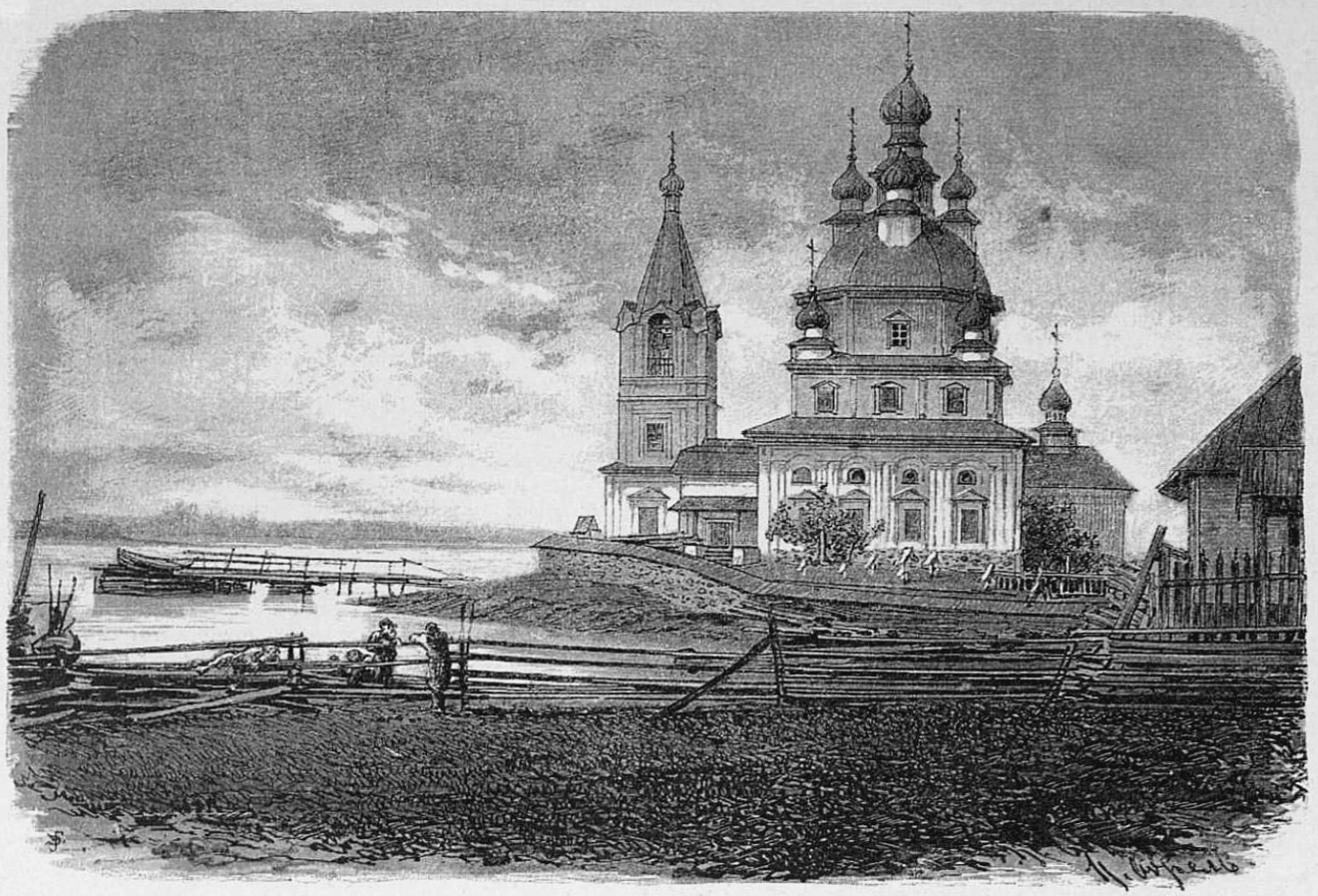
Церковь в Сеногубском погосте. Рисунок П. Ф. Бореля с натуры (1892 г.).

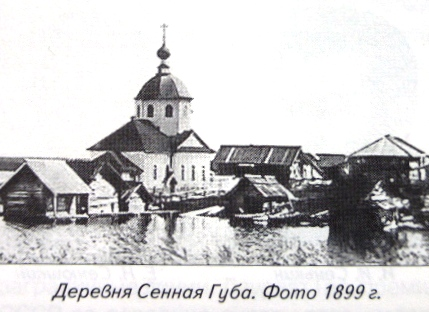

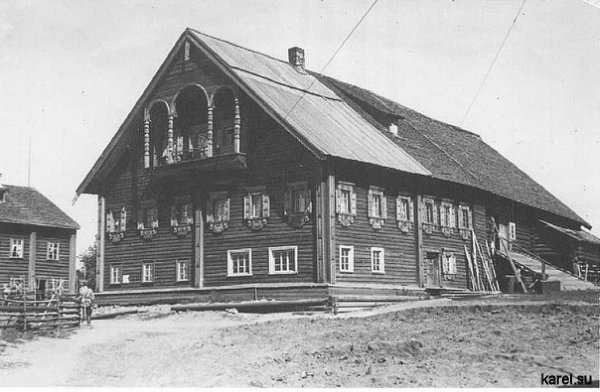
B 1920 году

Сенна́я Губа́ — деревня в составе Великогубского сельского поселения Медвежьегорского района Республики Карелия, комплексный памятник истории.

## Общие сведения
Расположена на северо-западном берегу острова Большой Клименецкий в северной части Онежского озера.  В зимний и весенний период населённый пункт связан с Петрозаводском вертолетным сообщение.

## История
По сведениям на 1911 год в Сенной Губе действовало двухклассное земское училище.

## Памятники истории
Сохраняются памятники архитектуры:
- остов каменно-деревянной церкви Николая Чудотворца с колокольней (1810 год)[5], деревянный свод и шатёр колокольни утрачен при пожаре в 1989 году. В 2006 году рядом с церковью установлен Поклонный крест.
- церковь Тихвинской иконы Божией Матери (1848)[6]

Памятники истории:
- Братская могила красноармейцев, погибших в годы Гражданской войны
- Могила питерского рабочего, милиционера Малинина, расстрелянного белогвардейцами в 1919 году
- Могилы сказителей былин И. Т. Рябинина (1845—1910) и И. Г. Рябинина-Андреева (1873—1926) на старом кладбище

К югу от деревни находятся остатки построек упразднённого в 1920-х годах Свято-Троицкого монастыря.
Интересные факты:
- Крестьянин деревни Сенная Губа Дьяков Степан Васильевич, участник Русско-турецкой войны (1877—1878), рядовой, был награждён знаком отличия военного ордена Святого Георгия 4-й степени за оборону Севастополя. Был похоронен у церкви в д. Сенная Губа[7].

## Население
Численность населения в 1959 году составляла 117 чел., в 1989 году — 64 чел.
| 2002 | 2010 | 2013 |
| ---- | ---- | ---- |
| 40   | ↘21  | →21  |

## Улицы
- ул. Новая
- ул. Озёрная
- ул. Рябинина
- ул. Школьная